# Michael Fougere
Michael Fougere (Farmington, Míchigan, 28 de mayo de 1956) es un político canadiense que fue elegido alcalde de Regina, Saskatchewan, el 24 de octubre de 2012. Fue elegido en una victoria aplastante, como él capturó el 42% de los votos entre los nueve candidatos, que se ejecuta en una plataforma que incluye vivienda, infraestructura, desarrollo económico regional y la continuación de la Iniciativa de Revitalización de Regina.

## Vida
Estudió en la Universidad de San Francisco Javier. Antes de ser elegido como alcalde de Regina, Fougere desempeñó como concejal de la ciudad en el Pabellón 4, que cubría la mayor parte de los barrios del sureste de la ciudad, siendo reelegido en cinco ocasiones. Antes de su nombramiento como alcalde, Fougere servido en varias juntas cívicas, como la Autoridad Centro de Wascana, municipios Saskatchewan Urbano Asociación, Turismo Regina y el centro del Distrito de Mejoramiento Comercial Regina. Fougere fue el único candidato que apoyó el acuerdo de financiación entre la ciudad, la provincia y los Saskatchewan Roughriders para la construcción del nuevo Mosaic Stadium.